# Ducula latrans
Pombo-imperial-elegante ou pombo-imperial-de-cauda-azul (Ducula concinna) é uma espécie de ave da família Columbidae.
É endémica de Fiji.
Os seus habitats naturais são: florestas subtropicais ou tropicais húmidas de baixa altitude e regiões subtropicais ou tropicais húmidas de alta altitude.